# Anuga subanalis
Anuga subanalis är en fjärilsart som beskrevs av Embrik Strand 1917. Anuga subanalis ingår i släktet Anuga och familjen nattflyn. Inga underarter finns listade i Catalogue of Life.